# Enxaneta (documental)
Enxaneta és una pel·lícula documental catalana del 2011 en 3D dirigida per Paulí Subirà i Claramunt i produïda per Televisió de Catalunya sobre el món dels castells. Fou rodada a Tarragona, Valls, Vilafranca del Penedès, Mataró, Santa Fe del Penedès, Sant Pau d'Ordal i Sant Pere de Ribes. Ha estat rodat en català. Fou nominada al Gaudí a la millor pel·lícula documental als Premis Gaudí de 2012.
Fou estrenada l'11 de novembre de 2011 als cinemes Cinesa Diagonal coincidint amb el primer aniversari de la proclamació dels castells Patrimoni de la Humanitat. Durant la seva emissió per TV3 l'octubre de 2012 va reunir 446.000 espectadors i va assolir un 14,6% de quota de pantalla, de manera que es va situar al tercer lloc del rànquing, superat només pels dos 'Telenotícies', que es van quedar a tocar dels 600.000 seguidors. El maig de 2012 es va projectar als cinemes Castillet de Perpinyà.

## Argument
El documental se centra en el món casteller, mostrant tot el procés que es posa en marxa en l'aixecament del castell. També tracta la por i el risc de les caigudes, temes poc tractats fins aleshores, així com el valor, la força, el treball en equip, la responsabilitat, l'equilibri i el seny, tot des del punt de vista de l'enxaneta. Mostra imatges del Concurs de Tarragona de 2010 i actuacions a les diades castelleres a Vilafranca del Penedès, Sant Pere de Ribes, Valls i Terrassa, així com el testimoni a membres de diverses colles castelleres de diferents orígens, edats i condicions socials.